# Boris Fiodorov
Pour les articles homonymes, voir Fiodorov.
Boris Grigorievich Fiodorov (en russe : Борис Григорьевич Фёдоров), né le 13 février 1958 à Moscou et mort le 20 novembre 2008 à Londres, est un économiste, un homme politique et un homme d'affaires russe, ministre des Finances de Boris Eltsine,.

## Biographie
Diplômé de l'université des finances du gouvernement russe en 1980, titulaire d'un doctorat en économie et auteur de plus de 200 articles scientifiques, il est considéré comme l'inspirateur des réformes économiques mises en œuvre lors de l'éclatement de l'Union soviétique et conduisant la Russie vers l'économie de marché. 
De 1980 au 1987, il est économiste, puis économiste en chef au département monétaire et économique de la Banque d'État de l'URSS. De 1987 au 1989, il travaille à l'Institut d'économie mondiale et des relations internationales de l'Académie des sciences d'URSS.
Lors de ses recherches généalogiques il se découvre une lointaine parenté avec Mikhaïl Glinka. En 2004, pour le 200e anniversaire du compositeur il finance l'émission d'une médaille commémorative à son l'effigie et l'édition de quelques-uns de ses écrits. Il coécrit avec N.Diverlina et T.Koroleva le livre Les Glinka de Smolensk. 350 ans au service de la Russie. 1654-2004: Généalogie ds Glinka et des descendants des sœurs de Glinka (Смоленские Глинки. 350 лет на службе России. 1654—2004: Родословная рода Глинок и потомков сестёр М. И. Глинки).

## Politique
En 1990, il est nommé ministre des Finances de la république socialiste fédérative soviétique de Russie. De 1991 à 1992, il travaille pour la Banque européenne pour la reconstruction et le développement, puis devient directeur de la Banque mondiale. En 1993, Boris Eltsine le nomme ministre des Finances de la Russie, dans le gouvernement d'Egor Gaidar. Il démissionne en 1994 et se fait élire à la Douma.

## Affaires
En 1994, il fonde la première banque d'investissement russe. Il siège au conseil d'administration de plusieurs grandes entreprises, dont Gazprom, Sberbank, Ingosstrakh (en).

## Mort
Boris Fiodorov meurt le 20 novembre 2008 dans une clinique de Londres, des suites d'un accident vasculaire cérébral ayant lieu quelques semaines plut tôt. Il est enterré au cimetière Troïekourovskoïe.